# Romeinse kalender

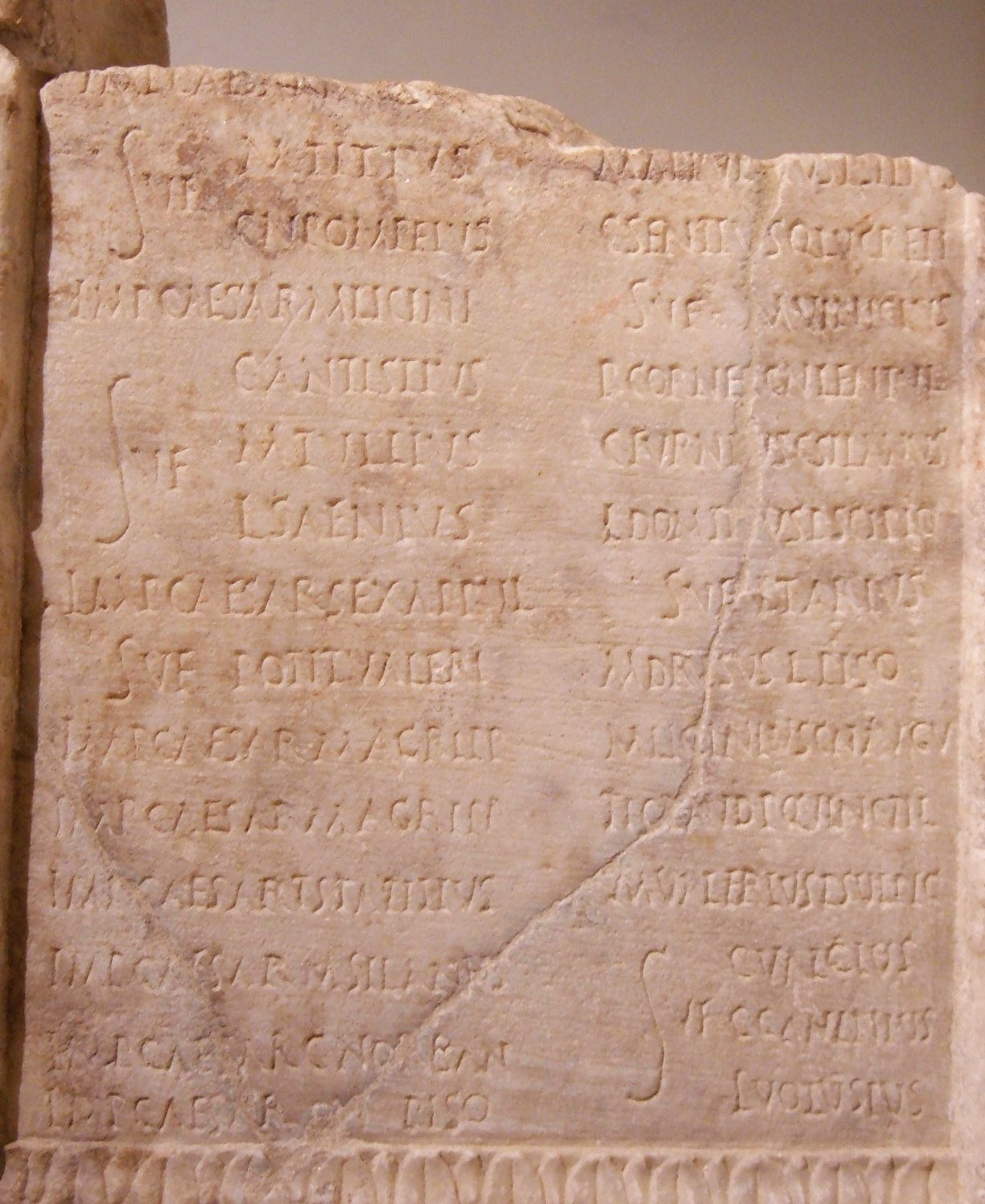
Fragment Romeinse kalender, Museo Epigrafico, Rome

De Romeinse of Latijnse kalender is gebaseerd op de maanstanden en verdeelt het jaar onder in twaalf maanden. Het jaar begon met maart en eindigde met februari. De week had in de Romeinse tijd 8 dagen (A t/m H), de 7-daagse week werd in Europa pas rond het jaar 400 (volgens de christelijke jaartelling) ingevoerd, samen met de daarbij behorende namen van de dagen.

## Ontstaan
Numa Pompilius hervormde de oorspronkelijke, aan Romulus gewijde kalender, die slechts 10 maanden had, rond 713 v.Chr. door twee naamloze maanden te benoemen: Ianuarius (29 dagen) en Februarius (28 dagen). Omdat oneven getallen door de Romeinen werden beschouwd als geluksgetallen, trok Numa bovendien van elk van de zes maanden met 30 dagen die de oude kalender geteld had, één dag af. Hierdoor kwam het totale aantal dagen in een Romeins jaar op 355 (voorheen 304). 28 februari werd hierdoor de laatste dag van het Romeinse jaar. Februari gold daarnaast als een ongeluksmaand, vanwege het even aantal dagen.

## Datum- en jaarweergave
Een datum werd in de Romeinse tijd aangegeven door het aantal dagen te noemen voor een vast punt:
- de Kalendae (1e dag van de maand)
- de Nonae (5e dag van de maand of de 7e in de maanden maart, mei, juli en oktober)
- de Idus (13e dag van de maand of de 15e in de maanden maart, mei, juli en oktober)

Vanaf deze vaste punten telde men in een maand de dagen terug, waarbij begin- en einddagen ook meegeteld werden. Zo wordt bijvoorbeeld 13 oktober "ante diem III Id. Oct." (de derde dag bij terugtellen met als eerste dag 15 oktober) en 30 oktober "a.d. III Kal. Nov." (de derde dag bij terugtellen vanaf de calendae, d.w.z. de eerste dag, van november). Maar de dag voor een vast punt werd niet "a.d. II" genoemd; zo wordt 31 oktober "pridie Kal. Nov." (de dag voor de calendae (de 1e) van november).
Het feit dat het oude Romeinse jaar niet in januari begon maar in maart (deze maand was gewijd aan Mars), is nog steeds te zien in de maandnamen "september" (zevende maand), "oktober" (achtste maand), "november" (negende maand) en "december" (tiende maand). Juli en augustus hebben eerst Quintilis (vijfde maand) en Sextilis (zesde maand) geheten, maar werden later naar Julius Caesar en Augustus genoemd.
Jaren werden aangegeven door de namen te vermelden van degenen die in dat jaar consul waren.

### Fasti en nefasti
De Romeinse kalender bevatte een opsomming van fasti en nefasti, geluksdagen en ongeluksdagen. Ondernemingen werden bij voorkeur op een geluksdag begonnen en het gold als een stommiteit of zelfs een affront om een belangrijke onderneming op een nefastus te beginnen. Zo roept Aulus Vitellius bijvoorbeeld de toorn van Publius Cornelius Tacitus over zich af door op de dag van de nederlaag in Allia tegen de Galliërs zichzelf tot pontifex maximus uit te roepen.